# Linda Evans (actrice)
Pour les articles homonymes, voir Linda Evans et Evans.
Linda Evans, née Linda Evanstad le 18 novembre 1942 à Hartford (Connecticut), est une actrice américaine.
Elle est notamment connue du grand public pour son rôle de Krystle Carrington dans la série télévisée Dynastie (1981-1989), aux côtés de John Forsythe et Joan Collins.

## Biographie

### Carrière
Linda Evans est remarquée par un agent artistique alors qu'elle accompagne une amie à un casting pour une publicité. À l'époque brune, elle fait ses débuts à la télévision américaine dans la série Bachelor Father (1960) avec John Forsythe et au cinéma dans Le Motel du crime (1963) avec Richard Chamberlain, en commençant par de petits rôles.
Elle décide de changer la couleur de ses cheveux bruns en blond, puis obtient le rôle d'Audra Barkley dans la série La grande vallée (1965 à 1969), aux côtés de la légende hollywoodienne Barbara Stanwyck.
Elle se lance dans des tournages à la fois au cinéma et à la télévision, mais c'est le petit écran qui marque davantage sa carrière. Après être apparue dans les séries Les Incorruptibles, Banacek, Mannix, McMillan, 200 dollars plus les frais, elle se fait remarquer en 1977 en jouant le premier rôle féminin de la série Hunter avec James Franciscus. Elle tourne ensuite avec Steve McQueen dans un western crépusculaire, Tom Horn (1979) de William Wiard.
De 1981 à 1989, elle interprète le rôle de Krystle Carrington dans la série Dynastie qui fait d'elle une star mondiale. À la fin de la série, elle se fait plus rare à l'écran, se consacrant à son autre passion : le militantisme écologique. Elle fonde également une petite chaîne de centres de gym Fitness. 
À l'âge de 66 ans, elle participe à l'émission culinaire anglaise Hell's Kitchen.

### Vie privée
En 1968, Linda Evans rencontre l'acteur et photographe John Derek et se marie avec lui. Celui-ci la met en vedette avec Don Murray dans Childish Things (1969). En novembre 1972, elle pose pour le magazine Playboy face à l'objectif de son mari John Derek. En 1974, le couple divorce car Derek est tombé amoureux du mannequin Mary Collins, plus connue comme Bo Derek.
Dans les années 1990, elle a une relation amoureuse durant neuf ans avec le musicien grec Yanni.

## Filmographie

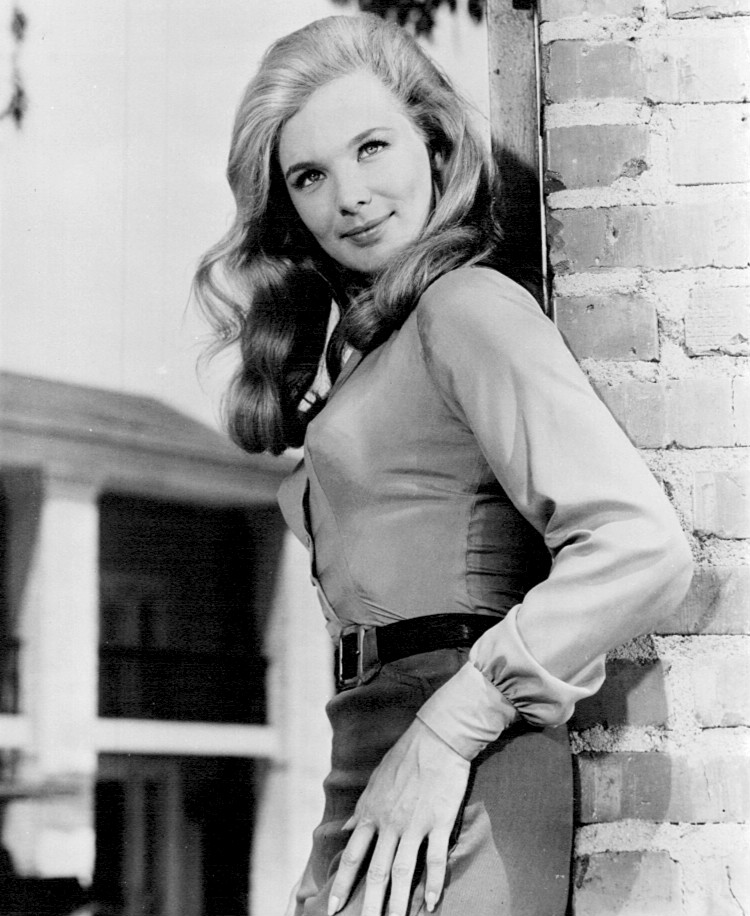
Image promotionnelle de Linda Evans pour la série La Grande Vallée (1965).

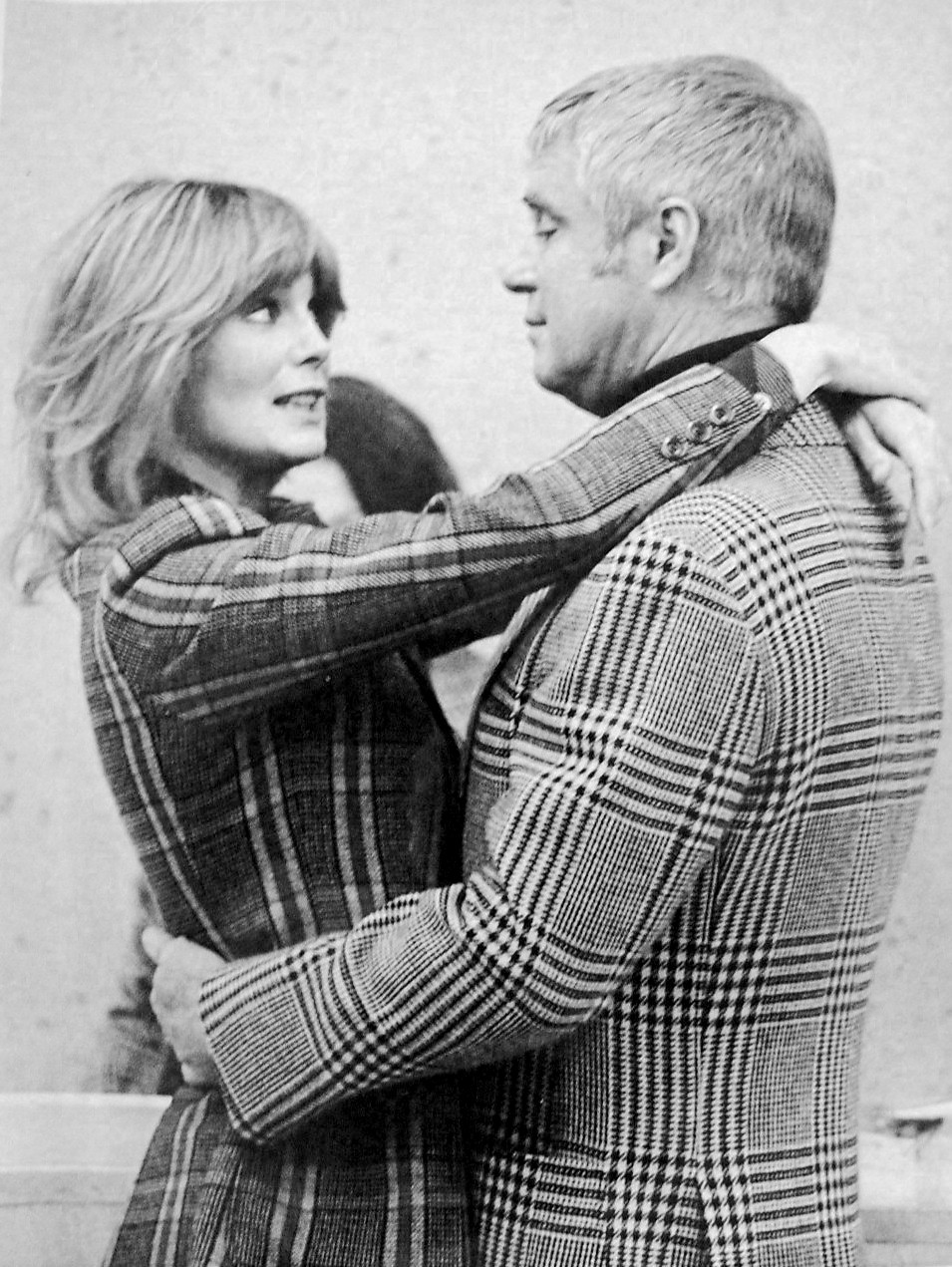
Avec George Peppard dans la série Banacek (1974).

- 1963 : Le Motel du crime (Twilight of Honor) : Alice Clinton
- 1965 : Calloway le trappeur (Those Calloways) : Bridie Mellott
- 1965 : Beach Blanket Bingo : Sugar Kane
- 1965 : La Grande Vallée (The Big Valley, 1965-1969) : Audra Barkley
- 1969 : Childish Things : Pat Jennings
- 1973 : Female Artillery (TV) : Charlotte Paxton
- 1974 : Nakia (TV) : Samantha Lowell
- 1974 : L'Homme du clan (The Klansman) de Terence Young : Nancy Poteet
- 1975 : The Big Rip-Off (TV)
- 1975 : Liquidez l'inspecteur Mitchell (Mitchell) d'Andrew V. McLaglen : Greta
- 1976 - 1977 : Hunter (Hunter) (série télévisée) : Marty Shaw
- 1978 : Nowhere to Run (TV) : Amy Kessler
- 1978 : Standing Tall (TV) : Jill Shasta
- 1979 : Avalanche Express : Elsa Lang
- 1980 : Tom Horn (Tom Horn) : Glendolene Kimmel
- 1981 - 1989 : Dynastie : Krystle Jennings Carrington
- 1982 : Bare Essence (TV) : Bobbi Rowan
- 1983 : Kenny Rogers as The Gambler: The Adventure Continues (TV) : Kate Muldoon
- 1986 : Nord et Sud (mini-série) : Rose Sinclair
- 1986 : Le Soleil en plein cœur (The Last Frontier) (TV) : Kate Hannon
- 1990 : She'll Take Romance (TV) : Jane McMillan
- 1991 : Dynasty : The Reunion (TV) : Krystle Grant Jennings Carrington
- 1991 : The Gambler Returns : The Luck of the Draw (TV) : Kate Muldoon
- 1995 : Dazzle (TV) : Sylvie Norberg Kilkullen
- 1997 : Complot de femmes (The Stepsister) (TV) : Joan Curtis Shaw Canfield
- 2021 : Swan Song de Todd Stephens : Rita Parker Sloan

## Distinctions

### Récompenses
- 1982 : People's Choice Awards de l'interprète TV préférée dans une nouvelle série télévisée dramatique pour Dynastie.
- 1983 : People's Choice Awards de l'interprète TV préférée dans une série télévisée dramatique pour Dynastie.
- 1984 : People's Choice Awards de l'interprète TV préférée dans une série télévisée dramatique pour Dynastie.
- 1984 : Soap Opera Digest Awards de la meilleure actrice dans une série télévisée dramatique pour Dynastie.
- 1985 : People's Choice Awards de l'interprète TV préférée dans une série télévisée dramatique pour Dynastie.
- 1985 : Soap Opera Digest Awards de la meilleure actrice dans une série télévisée dramatique pour Dynastie.
- 1986 : People's Choice Awards de l'interprète TV préférée dans une série télévisée dramatique pour Dynastie.

### Nominations
- Golden Globes 1982 : Meilleure actrice dans une série dramatique pour Dynastie.
- Golden Globes 1983 : Meilleure actrice dans une série dramatique pour Dynastie.
- Golden Globes 1984 : Meilleure actrice dans une série dramatique pour Dynastie
- Golden Globes 1985 : Meilleure actrice dans une série dramatique pour Dynastie
- Golden Globes 1986 : Meilleure actrice dans une série dramatique pour Dynastie
- 1986 : Soap Opera Digest Awards du supercouple préférée partagée avec John Forsythe dans une série télévisée dramatique pour Dynastie.
- 1987 : Soap Opera Digest Awards du supercouple préférée partagée avec John Forsythe dans une série télévisée dramatique pour Dynastie.

## Dans la culture populaire
Dans la série télévisée Alf (saison 2, épisode 9, « Le train de la nuit »), le personnage de Willie Tanner (incarné par Max Wright) affirme à Alf (Mihály Mészáros) avoir été en couple avec Linda Evans, avant de rencontrer Kate (Anne Schedeen). On découvre dans le même épisode que Willie aurait déjà raconté l'anecdote à son fils Bryan (Benji Gregory).